# Juan Cruz Cerrudo
Juan Cruz Cerrudo (San Genaro, 20 gennaio 2004) è un calciatore argentino, attaccante del Chaco For Ever in prestito dal Rosario Central.

## Carriera
Cruz Cerrudo è cresciuto nel settore giovanile del Rosario Central. Nel 2021 è stato ceduto in prestito al Gimnasia (S) dove ha disputato un incontro nel Torneo Federal A. Rientrato a Rosario, ha debuttato in prima squadra il 4 agosto 2022 nell'incontro di Copa Argentina perso ai rigori contro il Quilmes. Cinque giorni dopo ha firmato il suo primo contratto professionistico.

## Statistiche

### Presenze e reti nei club
Statistiche aggiornate al 2 aprile 2024.
| Stagione        | Squadra         | Campionato      | Campionato | Campionato | Coppe nazionali | Coppe nazionali | Coppe nazionali | Coppe continentali | Coppe continentali | Coppe continentali | Altre coppe | Altre coppe | Altre coppe | Totale | Totale | Totale |
| Stagione        | Squadra         | Comp            | Pres       | Reti       | Comp            | Pres            | Reti            | Comp               | Pres               | Reti               | Comp        | Pres        | Reti        | Pres   | Reti   |        |
| --------------- | --------------- | --------------- | ---------- | ---------- | --------------- | --------------- | --------------- | ------------------ | ------------------ | ------------------ | ----------- | ----------- | ----------- | ------ | ------ | ------ |
| 2021            | Gimnasia (S)    | TFA             | 1          | 0          |                 | -               | -               |                    | -                  | -                  |             | -           | -           | 1      | 0      |        |
| 2022            | Rosario Central | PD              | 8          | 0          | CA+CdL          | 1+0             | 0               |                    | -                  | -                  |             | -           | -           | 9      | 0      |        |
| 2023            | Rosario Central | PD              | 0          | 0          | CA+CdL          | 0               | 0               |                    | -                  | -                  | TdC         | 0           | 0           | 0      | 0      |        |
| 2024            | Rosario Central | PD              | 0          | 0          | CA+CdL          | 0               | 0               |                    | -                  | -                  |             | -           | -           | 0      | 0      |        |
| Totale carriera | Totale carriera | Totale carriera | 9          | 0          |                 | 1               | 0               |                    | -                  | -                  |             | 0           | 0           | 10     | 0      |        |

## Palmarès

### Club

#### Competizioni nazionali
- Copa de la Liga Profesional: 1

Rosario Central: 2023